# Деклуазо, Альфред
Альфред-Луи-Оливье Легран Деклуазо (Альфред Де Клуазо; фр. Alfred Des Cloizeaux; 17 октября 1817[…], Бове — 6 мая 1897, Париж) — французский учёный-минералог и кристаллограф, профессор Сорбонны.

## Биография
Родился 17 октября 1817 в городе Бове.
Получил образование в парижском лицее Шарлемань, затем прослушал углубленный курс лекций по минералогии и кристаллографии в Национальном музее естественной истории и Высшей национальной горной школе Парижа. 
С 1843 года преподавал минералогию и кристаллографию в Высшей нормальной школе, а также работал в химической лаборатории в Коллеж де Франс. 
Известен кристаллографическими и оптическими исследованиями минералов. Он первый указал на связь, которая существует между кристаллической системой минерала и его оптическими особенностями, и установил методы определения кристаллических систем на основании оптических явлений. Нашел у киновари круговую поляризацию. В 1876 году открыл микроклин, трёхклиномерный калиевый полевой шпат.
В 1845-46 годах он посещал Исландию, где, в частности, изучал гейзеры.
Скончался 6 мая 1897 года в Париже, похоронен на кладбище Монпарнас.

## Членство в организациях
- Член Французской академии наук, отдел минералогии
- Член Баварской академии наук
- Член Гёттингенской академии наук
- Член Шведской королевской академии наук.
- Иностранный член-корреспондент Императорской Санкт-Петербургской академии наук,
- Иностранный член Лондонского королевского общества.